# Marteller Hütte
Die Marteller Hütte ist eine Schutzhütte der Sektion Martell des Alpenvereins Südtirol im Martelltal im Südtiroler Teil der Ortler-Alpen.

## Lage und Umgebung

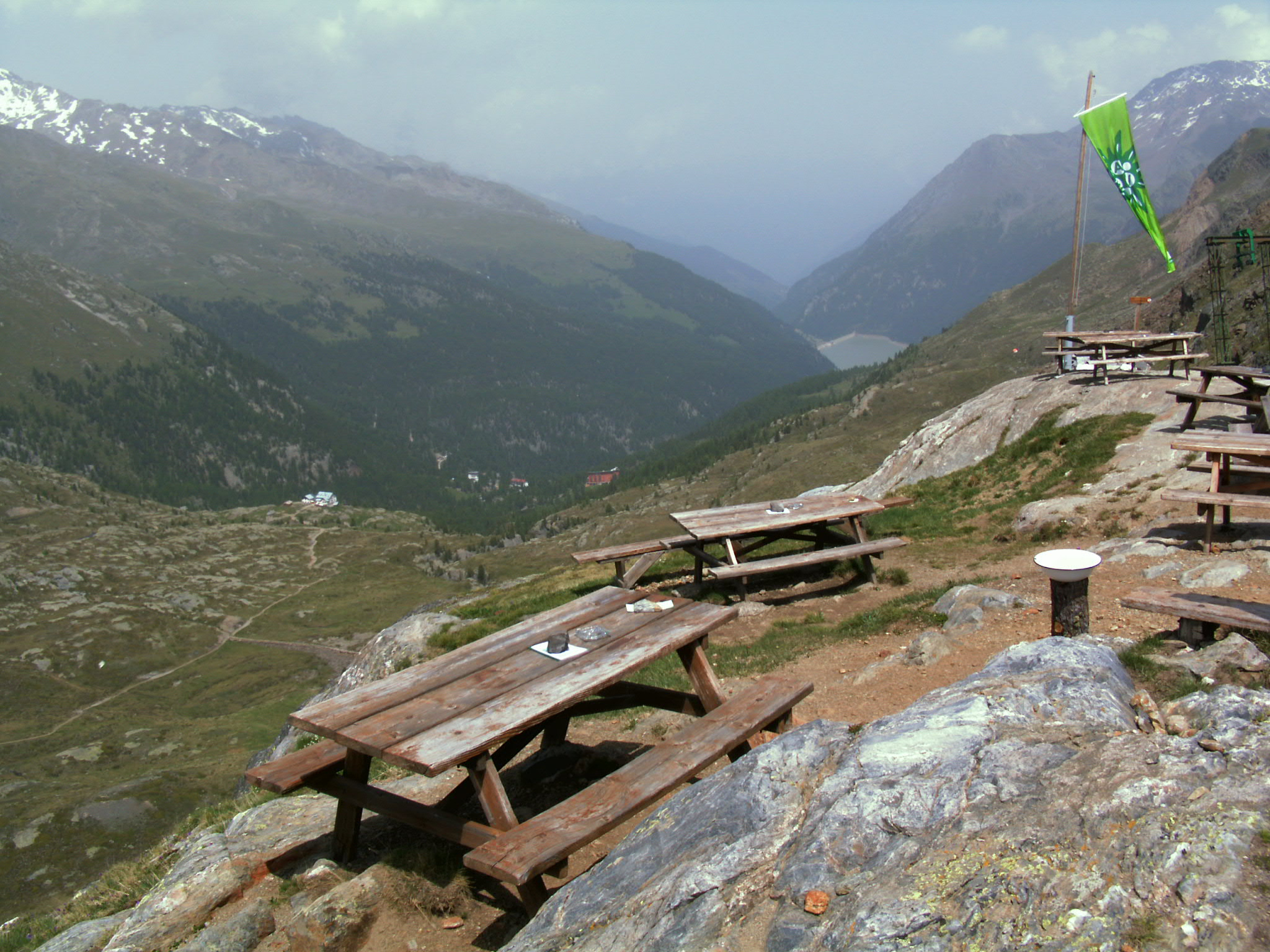
Blick über Zufallhütte bis Zufrittsee

Die Marteller Hütte liegt auf 2585 m Höhe am Ende des Martelltals, eines südlichen Seitentals des Vinschgaus. Sie befindet sich etwas oberhalb der Zufallhütte auf dem Gebiet der Gemeinde Martell im Nationalpark Stilfserjoch.
Die Hütte ist ein Ausgangspunkt für Touren zu den Bergen des Ortler-Hauptkamms und des Zufrittkamms, etwa der Zufallspitzen, des Cevedale, der Köllkuppe, der Veneziaspitzen oder der Vorderen Rotspitze. Nach Westen führt ein Weg über den Eisseepass ins Suldental.

## Geschichte
Die Marteller Hütte wurde 1980 vom Alpenverein Südtirol erbaut. Beteiligt waren die Sektionen Mals, Vinschgau, Untervinschgau, Martell und Lana. In den Jahren 2006–2007 erfolgte im Zuge eines Umbaus eine Erweiterung.

## Zugang
Zu erreichen ist die Hütte vom Parkplatz in Hintermartell in ca. 2 Std. mit einem Anstieg von 530 Höhenmetern.

## Übergänge
- Zufallhütte (Rifugio Nino Corsi) (2265 m)
- Casati-Hütte (Rifugio Gianni Casati) (3254 m), Hochtour

## Karten und Literatur
- Tabacco Blatt 08 Ortlergebiet / Cevedale
- Tabacco Blatt 045 Latsch / Martell / Schlanders
- Martin Niedrist: Die Marteller Hütte. In: Berge erleben – Das Magazin des Alpenvereins Südtirol. Nr. 1, 2018, S. 28–29.